# Bovenste Caumer
Bovenste Caumer is een buurtschap ten oosten van Heerlerbaan in de gemeente Heerlen in de Nederlandse provincie Limburg. In de buurtschap ontspringt de Caumerbeek. Bovenste Caumer wordt samen met Onderste Caumer ook wel beschouwd als één buurtschap Caumer.
Bij de bron ligt de hoeve Droepnaas, genoemd naar een pomp waarvan de bron leeggeraakt was, zodat deze alleen nog maar druppelde. De vierkantshoeve wordt al in de 14e eeuw vermeld als Onderste Hof of Kleine Caumer. De huidige bebouwing is van later datum, zoals een sluitsteen met het jaartal 1779 in de boog van de toegangspoort aangeeft. De Bovenste Hof of Horicherhof heeft een zeventiende-eeuws woonhuis in vakwerkstijl.
Bij de Horicherhof is een Romeinse villa opgegraven (Romeinse villa Bovenste Caumer), waarvan een reconstructie te zien is in het Thermenmuseum in Heerlen. Het water uit het brongebied van de Caumerbeek werd door middel van een waterleiding gevoerd naar het Romeinse Heerlen, de stad Coriovallum.